# Couplage direct
En électronique, on parle de couplage direct entre deux circuits si ce couplage entre ces deux circuits transmet aussi la composante continue due à la polarisation des circuits.